# Antonio Mariscal
Antonio Mariscal Abascal (* 2. Juli 1915; † 29. Oktober 2010 in Mexiko-Stadt) war ein mexikanischer Turmspringer.
Mariscal nahm an den Olympischen Sommerspielen 1932 in Los Angeles teil. Hier belegte er den 12. Platz im 3-Meter-Turmspringen. Er verstarb am 29. Oktober 2010 im Alter von 95 Jahren in der mexikanischen Hauptstadt und war zu diesem Zeitpunkt das letzte noch lebende Mitglied der mexikanischen Olympiadelegation von 1932.